# Пишчевич Симеон Степанович
Пишчевич Симеон Степанович (або ж Семен; 1731—1785) — сербський військовик, який перейшов на службу до армії Російської імперії завдяки проекту створення Нової Сербії. Командир (12.1770-1776 — полковник; з 22.09.1775 бригадир) Охтирського гусарського полку; дослужився до генерал-майора. Письменник-мемуарист.

## Родина
Перша дружина — Дафина Рашкович.
Друга дружина — Катерина Дмитрівна, з дому Хорват, племінниця Івана Хорвата, ініціатора створення Нової Сербії та Слов'яносербії.
Син від другого шлюбу — Олександр Пишчевич.
Нащадок — Пищевич Семен Григорович.

## Пам'ять
19 лютого 2016, в рамках декомунізації в Україні в Олександрії один з провулків в історичній частині міста було названо «Родини Пищевичів».